# ميدياكودر
ميدياكودر (بالإنجليزية: MediaCoder)‏ هو برنامج تبديل ترميز خاص لنظام التشغيل مايكروسوفت ويندوز، تم تطويره بواسطة ستانلي هوانغ منذ عام 2005.

## الميزات
يستخدم البرنامج العديد من برامج ترميز الصوت والفيديو مفتوحة المصدر لتحويل ملفات الوسائط إلى تنسيقات صوت/فيديو مختلفة. تشمل الاستخدامات الشائعة للبرنامج الضغط وتحويل نوع الملف وإعادة الإرسال واستخراج الصوت من ملفات الفيديو. يتم دعم العديد من التنسيقات، بما في ذلك إم بي 3 وفربس وترميز الصوت المتقدم ونظام ويندوز الصوتي وريال أوديو وواف وغيرها. يستخدم البرنامج معالجًا لإنشاء الملفات، ولكن يمكن أيضًا تعديله يدويًا بواسطة وظيفة السحب والإفلات.

## التوزيع
قبل عام 2008، كان ميدياكودر تطبيقًا برمجيًا مجانيًا ومفتوح المصدر وكان متاحًا على سورس فورج. في ديسمبر 2009، أعلن ستانلي هوانغ أن المشروع لم يعد موجوداً على سورس فورج ولم يعد مفتوح المصدر.